# (5108) Lübeck
(5108) Lübeck ist ein Asteroid des Hauptgürtels, der am 21. August 1987 vom belgischen Astronomen Eric Walter Elst am La-Silla-Observatorium (IAU-Code 809) der Europäischen Südsternwarte in Chile entdeckt wurde.
Der Asteroid gehört zur Vesta-Familie, einer großen Gruppe von Asteroiden, benannt nach (4) Vesta, dem zweitgrößten Asteroiden und drittgrößten Himmelskörper des Hauptgürtels.
(5108) Lübeck wurde nach dem deutschen Komponisten des Barock Vincent Lübeck (1654–1740) benannt, dessen Werk der Norddeutschen Orgelschule verbunden war.